# Knœringue
Knœringue (deutsch Knöringen, elsässisch Knehrige) ist eine französische Gemeinde mit 376 Einwohnern (Stand 1. Januar 2022) im Département Haut-Rhin in der Europäischen Gebietskörperschaft Elsass und in der Region Grand Est. Sie gehört zum Arrondissement Mulhouse, zum Kanton Saint-Louis und zum Gemeindeverband Saint-Louis Agglomération.

## Geografie
Die Gemeinde Knœringue liegt im Sundgau, etwa 30 Kilometer von Mülhausen entfernt. Durch Knœringue fließt der Thalbach, ein rechter Nebenfluss der Ill.
Nachbargemeinden von Knœringue sind Berentzwiller im Norden, Ranspach-le-Haut im Nordosten, Michelbach-le-Haut im Osten, Muespach-le-Haut im Süden sowie Muespach im Südwesten und Westen.

## Geschichte
Bei archäologischen Ausgrabungen wurden Werkzeuge, darunter eine Axt gefunden. Wahrscheinlich gab es um 58 v. Chr. eine Schlacht zwischen Folgensbourg und Knœringue. Die Ortsnamenendung -ingen deutet auf eine Gründung bereits zur Zeit der alemannischen Landnahme hin. 1090 hieß das Dorf Cnoringen, und im Jahr 1289 gab es gemäß Dokumenten schon eine Dorfgemeinschaft. Vom 12. bis 15. Jahrhundert ist Ortsadel nachweisbar. Die rue de la Paix hieß früher Burggasse, was auf den Wohnsitz dieser Familie hindeuten könnte. Bis 1324 gehörte der Ort zur Grafschaft Pfirt, kam dann an Habsburg und 1648 im Westfälischen Frieden an die französische Krone. Im August 1445 wurde das vorderösterreichische Dorf von den Baslern zerstört als Rache dafür, dass die Habsburger die Söldnerbande der Armagnaken ins Land gerufen hatten. Im Dreißigjährigen Krieg hausten die Schweden 1634 im Dorf. 1648 kamen Einwanderer vor allem aus der Schweiz in das verwüstete Land. Von 1871 bis 1918 gehörte Knöringen zum Reichsland Elsass-Lothringen. Auch der Zweite Weltkrieg ging an Knœringue nicht spurlos vorbei. Am 20. November 1944 wurde das Dorf durch die französische Armee unter General De Lattre de Tassigny befreit.

## Bevölkerungsentwicklung

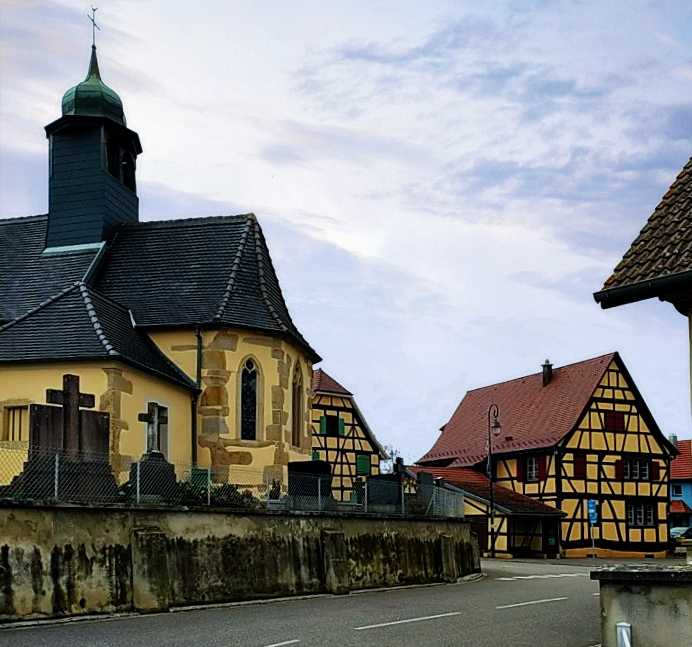
Knoeringue

| Jahr      | 1962 | 1968 | 1975 | 1982 | 1990 | 1999 | 2010 | 2020 |
| Einwohner | 207  | 217  | 208  | 199  | 227  | 266  | 364  | 373  |

Kirche St. Jacobus der Ältere in Knœringue
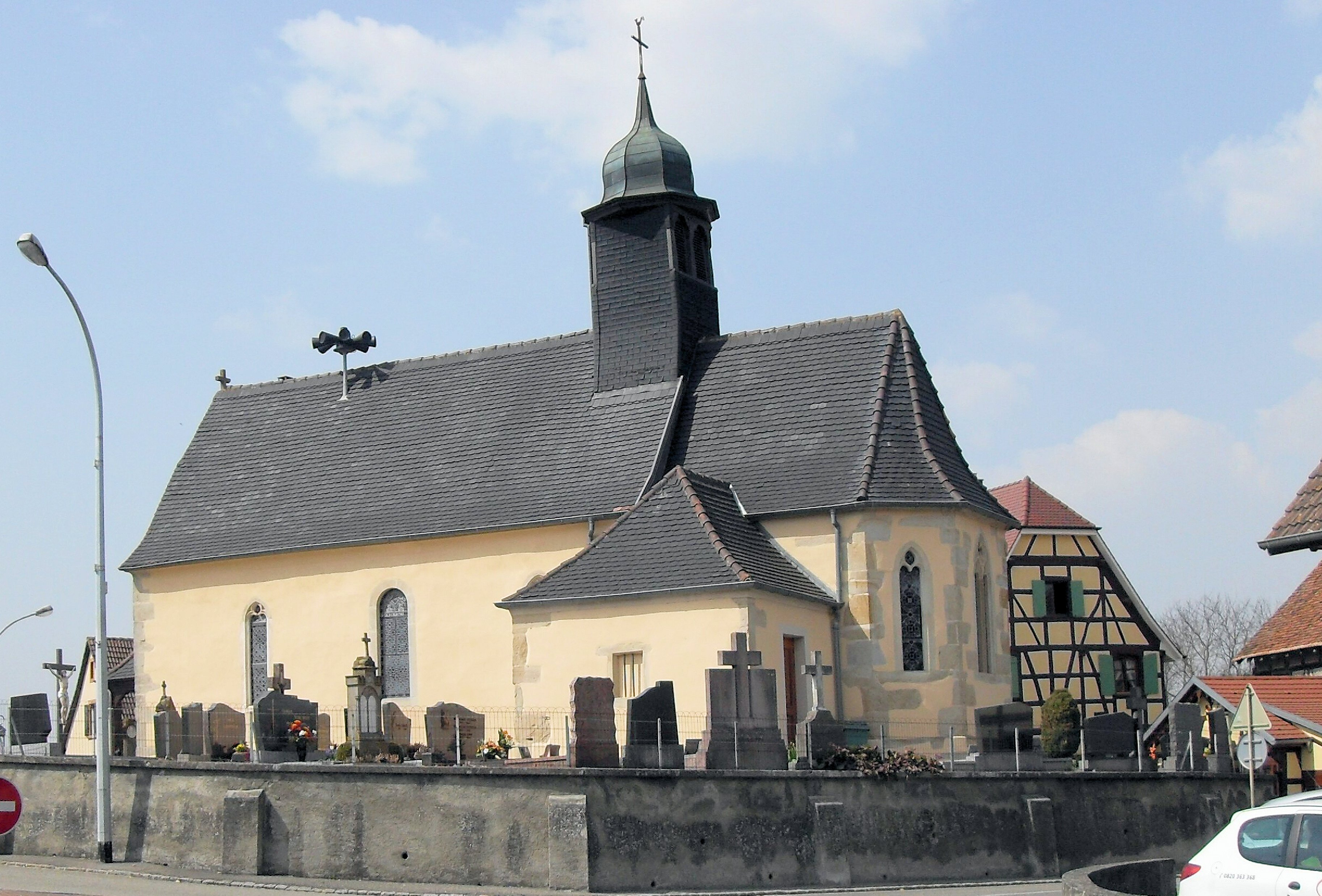
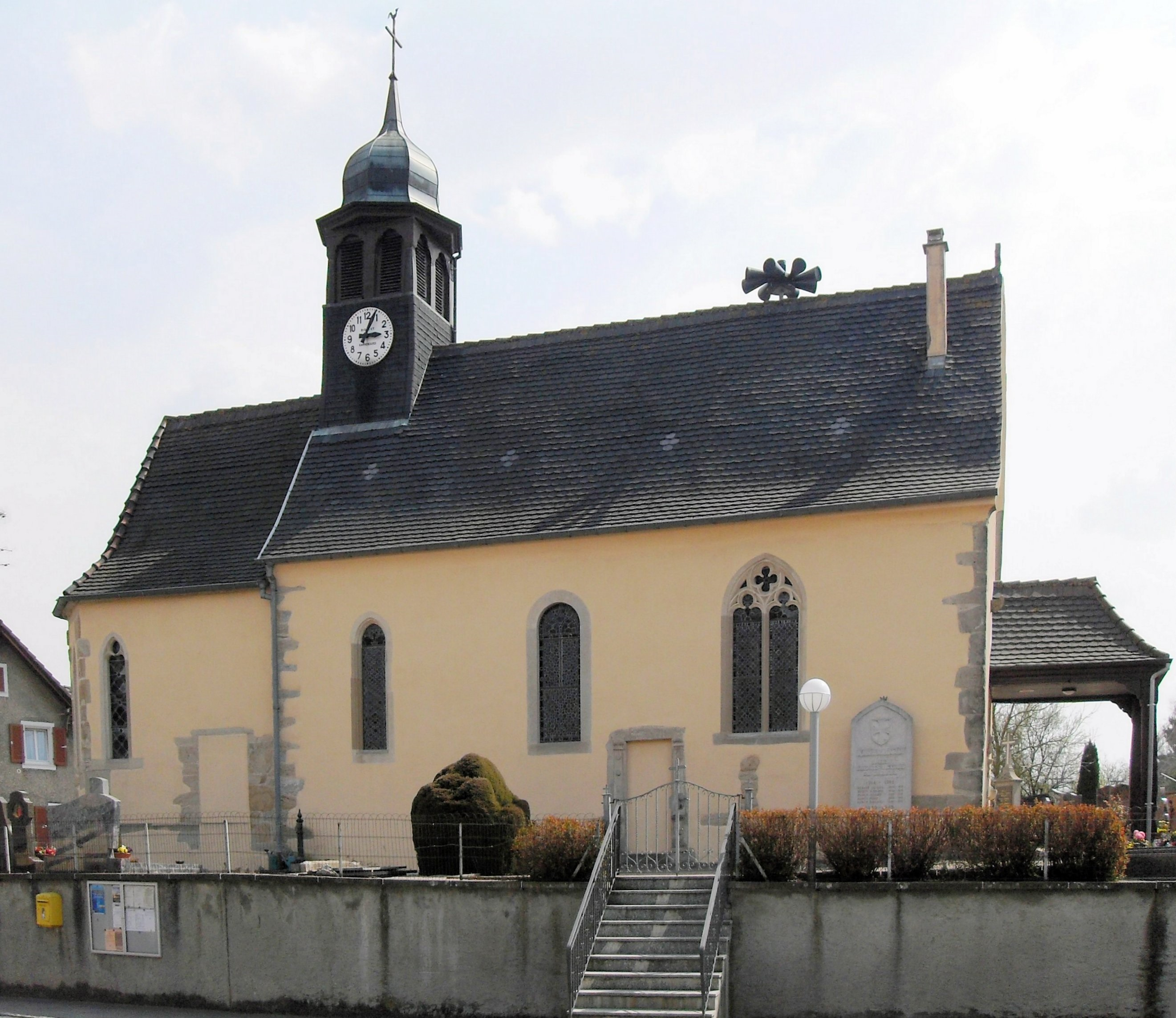

## Bauwerke
Sankt-Jakobus-Kirche (Église St.-Jacques-le-Majeur): Gotischer Chor mit spitzbogigen Maßwerkfenstern. Das Schiff wurde noch vor dem Dreißigjährigen Krieg erneuert (an dem durch diamantierte Quader gerahmten Portal datiert 1608), in der Nordwand ein gotisches Maßwerkfenster erhalten, ebenso ein einfacheres (älteres) an der Südwand. Im Innern ein spätgotischer Sakramentsschrein und ein Taufstein von 1609.
Gut erhaltene Fachwerkbauten: Rue de Bâle Nr. 8, datiert 1672, am straßenseitigen Giebel noch dreiteilige Fenster, wie sie schon vor dem Dreißigjährigen Krieg üblich waren. Mächtige, durchgezapfte Giebelschwelle. Im Giebeldreieck sichtbar der liegende Dachstuhl. Rue de Bâle Nr 5: Datiert 1803 mit umlaufender Inschrift auf den Rähmbalken. Die Fensterbrüstungen verziert, im Erdgeschoss jeweils ein mittiger Baluster, im Obergeschoss sind die Ecken der Brüstungsfelder mit geschweiften Dreiecken ausgesetzt. Die Fensterstürze segmentbogig. Im Ort herrscht die Rähmbauweise vor, das Haus in der rue Charles de Gaulle Nr. 1 ist dagegen in der altertümlicheren Ständerbauweise errichtet. Einige Häuser ohne den im Sundgau sonst üblichen Krüppel- oder Halbwalm.